# Eduard Kullmann

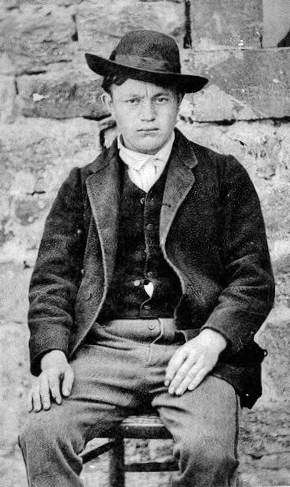
Eduard Kullmann, Foto von Wilhelm Cronenberg, 1874

Eduard Franz Ludwig Kullmann (* 14. Juli 1853 in Magdeburg-Neustadt; † 16. März 1892 in Amberg) war ein deutscher Handwerker und wurde 1874 bekannt als Bismarck-Attentäter.

## Leben

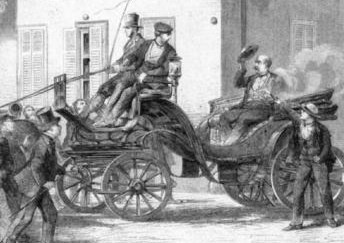
Eduard Kullmann (rechts) schießt auf Reichskanzler Otto von Bismarck

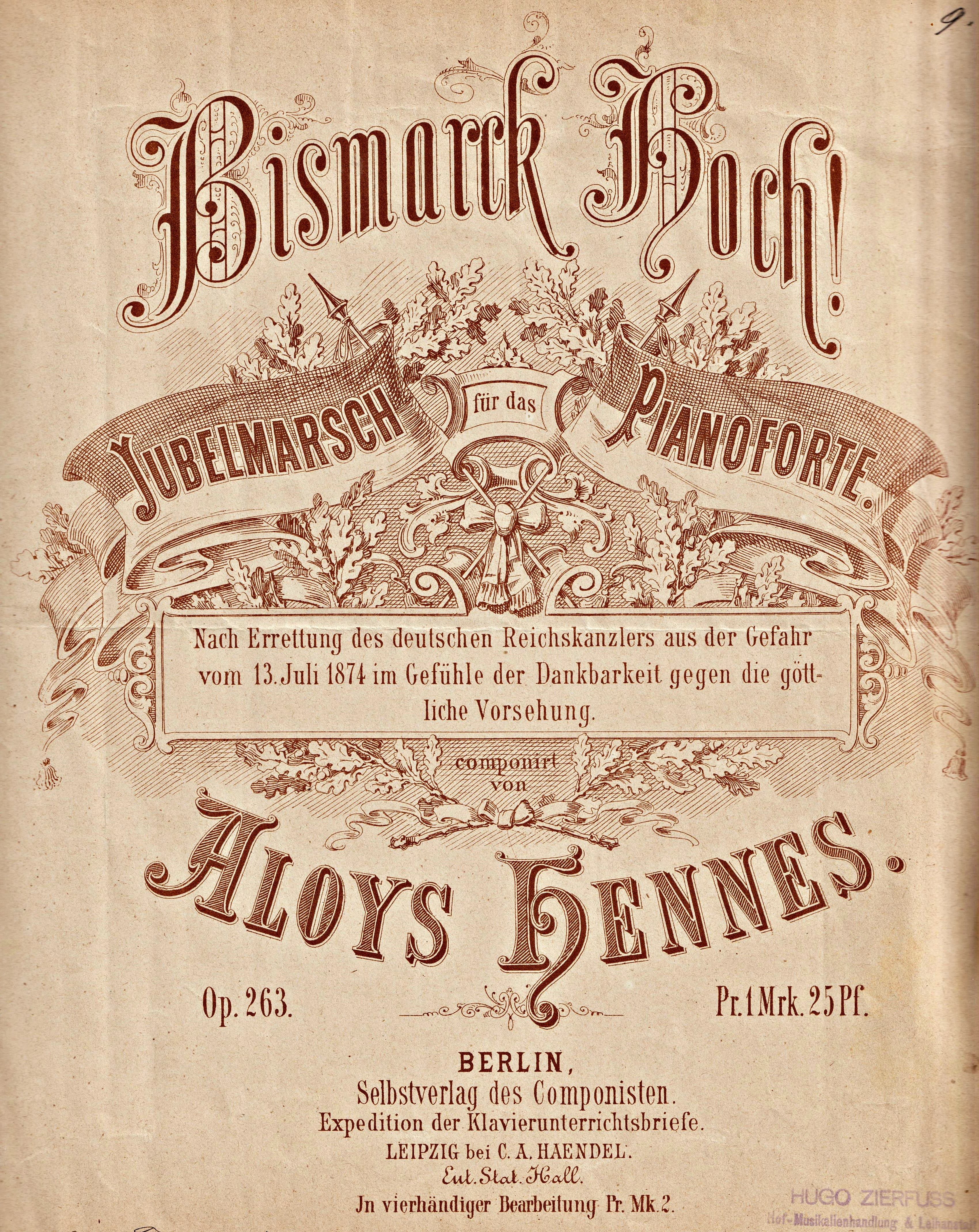
Notenblatt, Marsch von Aloys Hennes, zum Gedenken an das gescheiterte Attentat

Eduard Kullmann war Sohn eines ambulanten Fischhändlers, der aus dem katholischen Eichsfeld nach Magdeburg-Alte Neustadt gezogen war. Der 20-jährige Böttchergeselle Kullmann, Mitglied des katholischen Gesellenvereins in Salzwedel, verübte am 13. Juli 1874 in Kissingen inmitten einer jubelnden Menschenmenge einen Anschlag auf den damaligen Reichskanzler Otto von Bismarck. Bismarck hatte zur Mittagszeit seine tägliche Fahrt zum Salinebad angetreten; wie gewöhnlich war die Straße vor seinem Kurdomizil von zahlreichen schaulustigen Fußgängern gesäumt. Kullmann sprang unversehens auf den Wagen zu und gab aus nur zwei Meter Entfernung einen Schuss auf Bismarcks Kopf ab. In diesem Moment hatte sich der Kanzler jedoch zur Seite gewendet, um einen Gruß von Passanten zu erwidern. Diese Geste rettete ihm das Leben und führte zu einem Streifschuss an seiner rechten Hand, der eine lebenslange Lähmung zur Folge hatte. Bismarcks Kutscher versetzte dem Attentäter einen kräftigen Peitschenhieb. Der Opernsänger José Lederer, der in der Nähe stand, ergriff den Attentäter, der von den umstehenden Kurgästen beinahe gelyncht worden wäre. Zunächst wurde Kullmann im Kissinger Gefängnis inhaftiert.
Das Motiv des katholischen Attentäters war, Bismarck als Urheber des Kulturkampfs zu ermorden. Der Kulturkampf war eine Auseinandersetzung zwischen der katholischen Kirche unter Papst Pius IX. und dem Königreich Preußen bzw. dem Deutschen Reich unter Bismarck zwischen 1871 und 1887. Um die von Bismarck gefürchtete Macht des Katholizismus in Deutschland zu brechen, hatte der Kanzler eine Reihe von Vorschriften erlassen. Der Kanzelparagraph von 1871 verbot den Pfarrern, in ihren Predigten Staatsangelegenheiten kritisch zu erörtern. Mit den Maigesetzen des Jahres 1873 sollte die Ausbildung und Anstellung Geistlicher der staatlichen Kontrolle unterworfen werden. Schließlich wurden fast alle geistlichen Orden verboten, Klöster aufgelöst und deren Vermögen beschlagnahmt.
Kullmann behauptete Zeit seines Lebens, allein für den Mordanschlag verantwortlich gewesen zu sein. Die angespannte politische Stimmung in Deutschland trug aber dazu bei, dass man in Kullmann lediglich einen Strohmann für den politischen Katholizismus sah. Die liberale Presse wollte nicht nur ihn, sondern die gesamte katholische Geistlichkeit und die Zentrumspartei auf der Anklagebank sehen. Die Anklage am Schwurgerichtshof in Würzburg lautete auf Mordversuch. Im Prozess stellte sich heraus, dass Kullmann bereits mehrfach gewalttätig gewesen war und eine dreimonatige Gefängnisstrafe wegen Körperverletzung abgesessen hatte. Das Urteil wurde nach wenigen Tagen gefällt, wobei das Strafmaß von 14 Jahren Zuchthaus nur ein Jahr unter der möglichen Höchststrafzeit blieb.
In Erwartung des berühmten Häftlings wurden im Zuchthaus Bayreuth besondere Vorkehrungen getroffen. Unter anderem wurden Türen verstärkt und Fenster mit eisernen Korbgittern versehen. Alle Schlösser in der Nähe der für ihn vorgesehenen Zelle wurden ausgetauscht. Am 14. Dezember 1874 traf Kullmann in Bayreuth ein. Den jähzornigen jungen Mann erwarteten dort drakonische Strafen für Verstöße gegen die Zuchthausvorschriften; das damalige Strafmaß reichte von Essensentzug über Arrest bis zur wochenlangen Wegnahme der Schlafunterlage und dem Anlegen von Fesseln. In der Gefängnisakte Kullmanns sind 36 Ordnungsverstöße registriert: Tabakhandel, Schimpfen, Austeilen von Ohrfeigen und Faustschlägen gegen Mitgefangene, brutales Benehmen gegen die Aufseher. Ein Gnadengesuch für seinen Sohn bei Bismarck einzureichen, von dem sich Kullmann eine Haftverkürzung versprach, lehnte dessen Vater ab.
Kullmanns aufbrausendes Naturell führte immer wieder zu folgenreichen Zwischenfällen. Vor dem Ablauf seiner Strafe wurde er wegen Unbotmäßigkeit zu weiteren sieben Jahren Gefängnis verurteilt. 1888 wurde er in das Gefängnis Amberg überführt, wo er einsam und vergessen an Tuberkulose starb.
Aloys Hennes komponierte den Marsch „Bismarck Hoch“ und Johann Valentin Hamm den „Bismarck-Rettungs-Jubel-Marsch“, im Gedenken an das gescheiterte Attentat.